# IC 764
IC 764 est une galaxie spirale vue par la tranche et située dans la constellation de l'Hydre. Sa vitesse par rapport au fond diffus cosmologique est de 2 470 ± 23 km/s, ce qui correspond à une distance de Hubble de 36,4 ± 2,6 Mpc (∼119 millions d'al). Elle a été découverte par l'astronome américain Frank Müller en 1887.
Les avis diffèrent sur la classification d'IC 764, spirale barrée selon le professeur Seligman et Wolfgang Steinicke, intermédiaire selon la base de données HyperLeda et spirale ordinaire selon la base de données NASA/IPAC. On ne voit aucune barre sur l'image obtenue des données du relevé Pan-STARRS. La classification de spirale ordinaire par la base de données NASA/IPAC semble être celle qui s'applique le mieux à IC 764.
La classe de luminosité d'IC 764 est III et elle présente une large raie HI. Elle renferme également des régions d'hydrogène ionisé.
En raison d'une brillance de surface égale à 14,27 mag/am2, on peut qualifier IC 764 de galaxie à faible brillance de surface (LSB en anglais pour low surface brightness). Les galaxies LSB sont des galaxies diffuses (D) avec une brillance de surface inférieure de moins d'une magnitude à celle du ciel nocturne ambiant.
À ce jour, une vingtaine de mesures non basées sur le décalage vers le rouge (redshift) donnent une distance de 25,430 ± 5,476 Mpc (∼82,9 millions d'al), ce qui est à l'extérieur des valeurs de la distance de Hubble.

## Groupe d'IC 764
IC 764 est la plus grosse galaxie d'un groupe qui porte son nom. Le groupe d'IC 764 compte au moins 11 membres dont les galaxies NGC 4106, IC 760, IC 2996 et IC 3015.